# Helpis
Helpis Simon, 1901 è un genere di ragni appartenente alla famiglia Salticidae.

## Distribuzione
Delle otto specie note di questo genere, 5 sono diffuse in varie regioni dell'Australia; la H. longichelis è endemica della Nuova Guinea; la H. risdonica e la H. tasmanica, infine, sono state rinvenute nella sola Tasmania.

## Tassonomia
A maggio 2010, si compone di otto specie:
- Helpis abnormis Zabka, 2002 — Queensland
- Helpis gracilis Gardzinska, 1996 — Nuovo Galles del Sud
- Helpis kenilworthi Zabka, 2002 — Queensland, Nuovo Galles del Sud
- Helpis longichelis Strand, 1915 — Nuova Guinea
- Helpis minitabunda (L. Koch, 1880)[2] — Nuova Guinea, Australia orientale, Nuova Zelanda
- Helpis occidentalis Simon, 1909 — Australia
- Helpis risdonica Zabka, 2002 — Tasmania
- Helpis tasmanica Zabka, 2002 — Tasmania